# Черноморский банк развития и реконструкции
Акционерное общество «Черноморский банк развития и реконструкции» (АО «Банк ЧБРР») — основано в 1994 году в городе Симферополь. Центральный офис банка находится в городе Симферополь.
Банк осуществляет кредитования промышленных предприятий Крыма и является третьем по величине банком на полуострове.
Общество с ограниченной ответственностью «Восточно-Крымская фондовая компания» является соучредителем АО «Банк ЧБРР».

## Деятельность до 2014 года
С 1994 года Банк «ЧБРР» являлся банком межрегионального уровня, имел свою филиальную сеть в Крыму, а также был представлен в следующих городах Украины: Киев, Запорожье и пгт Тарутино Одесской области.
Банк «ЧБРР» был частью крымского холдинга. Акционерами числились физические и юридические лица, развивающие свой бизнес в АР Крым по следующим направлениям: строительство, медицина, фармацевтика, сельское хозяйство, торговля и туризм. Часть акций Банка принадлежала государству (на моменте создания Банка среди учредителей выступили уполномоченные государством — Фонд имущества Украины и Фонд имущества АР Крым).
С 2005 года Банк «ЧБРР» был официальным членом Национальной Системы Массовых Электронных Платежей (НСМЭП).
С 2006 года Банк «ЧБРР» стал уполномоченным банком Пенсионного фонда Украины по обслуживанию пенсионеров.
В 2007 году Банк «ЧБРР» стал членом международной межбанковской системы передачи информации и совершения платежей SWIFT, а c 2008 года по май 2014 года являлся аффилированным членом Международной платежной системы MasterCard WorldWide.
Банк «ЧБРР» обслуживал предприятия медицины: сельскохозяйственную, пищевую, строительную, газовую, автомобильную и многие другие отрасли Крыма.

## Деятельность после аннексии Крыма Россией
В августе 2014 года АО «Черноморский банк развития и реконструкции» открыл на территории Республики Крым и города федерального значения Севастополь свои отделения банка.
В октябре 2018 года АО «Черноморский банк развития и реконструкции» под руководством Центрального банка России получил базовую лицензию.

## Санкции
В июне 2017 года АО «Черноморский банк развития и реконструкции» был включен в санкционный список США как банк, «созданный сразу после незаконной аннексии Крыма в 2014 году».
22 февраля 2022 года премьер-министр Великобритании Борис Джонсон объявил о введении «первой волны» санкций из-за признания Россией самопровозглашённых ДНР и ЛНР. Под санкции попал и Черноморский банк развития и реконструкции. 24 февраля 2022 года банк попал под санкции Канады «за роль в содействии или поддержке неспровоцированного и неоправданного вторжения России в Украину». По аналогичным основаниям банк находится под санкциями Украины, Австралии и Новой Зеландии.